# Platymantis luzonensis
Espèce
Statut de conservation UICN

 NT  : Quasi menacé
Platymantis luzonensis est une espèce d'amphibiens de la famille des Ceratobatrachidae.

## Répartition
Cette espèce est endémique du Sud-Est de l'île de Luçon aux Philippines. Elle se rencontre vers 600 m d'altitude sur les monts Maquiling et Banahao.

## Description
Platymantis luzonensis mesure de 27,1 à 36,0 mm pour les mâles et de 35,1 à 45,3 mm pour les femelles. Son dos varie du fauve au brun roux ou au brun foncé.
Cette espèce est arboricole et se perche entre un et trois mètres au-dessus du sol.

## Étymologie
Son nom d'espèce, composé de luzon et du suffixe latin -ensis, « qui vit dans, qui habite », lui a été donné en référence au lieu de sa découverte, l'île de Luçon (Luzon en anglais).

## Publication originale
- Brown, Alcala, Diesmos & Alcala, 1997 : Species of the guentheri group of Platymantis with descriptions of four new species. Proceedings of the California Academy of Sciences, sér. 4, vol. 50, no 1, p. 1-20 (texte intégral).